# Neve e Gliz

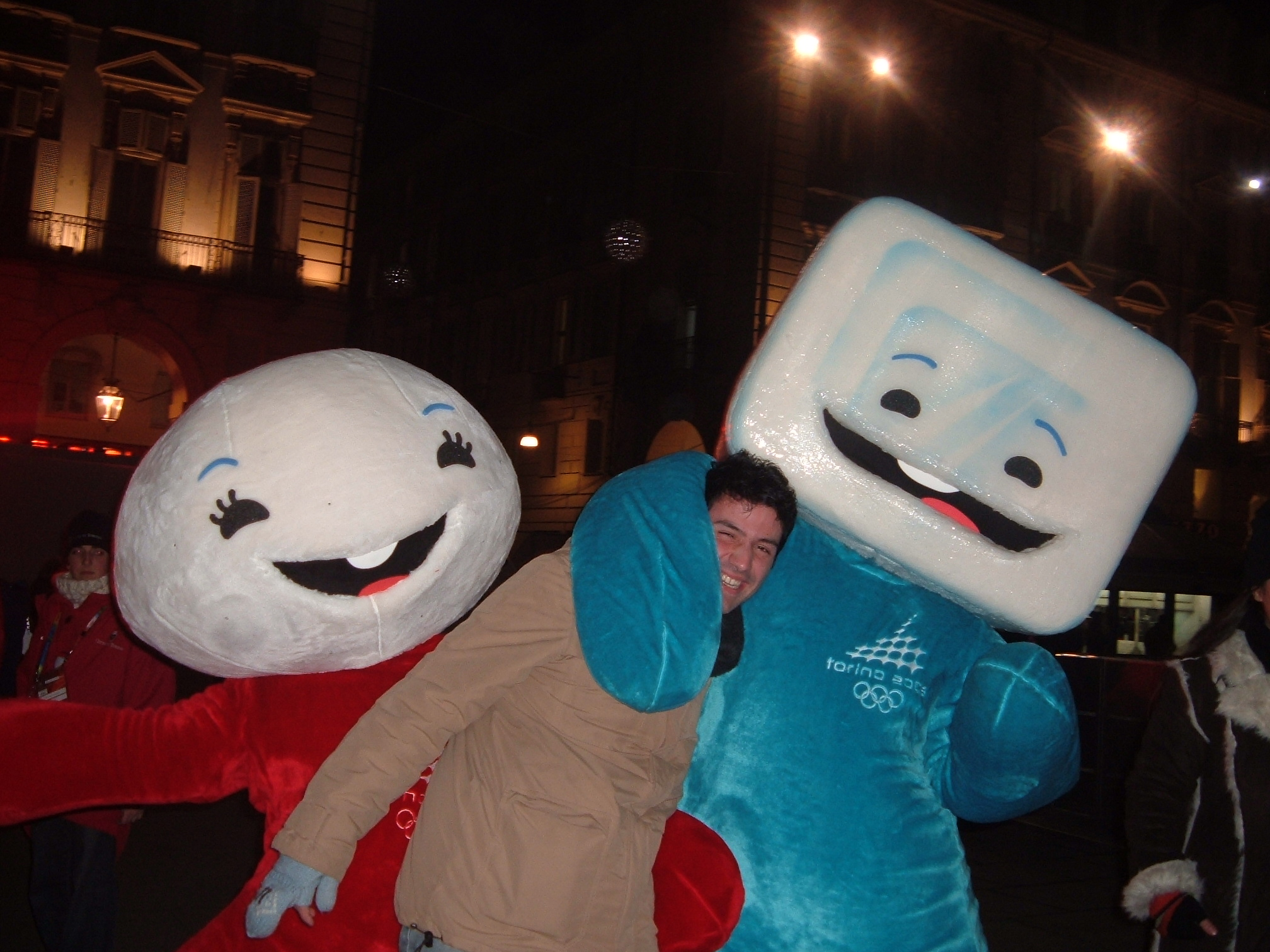
Neve e Gliz

Neve e Gliz (Turin, 10 de fevereiro de 2006) são os mascotes dos Jogos Olímpicos de Inverno de 2006 em Turin, na Itália. São dois irmãos e representam as características dos Jogos de Inverno. Neve (em italiano, tem o mesmo significado que em português) é uma bola de neve humanizada como uma menina de corpo vermelho que representa a suavidade, a amizade e a elegância. Gliz ("gelo"   em italiano) é seu irmão, um cubo de gelo com corpo azul, e representa o entusiasmo e a alegria.
Ambos mascostes foram desenhados pelo português Pedro Albuquerque. Para a eleição dos mascotes, o Comitê Organizador dos Jogos (TOROC) realizou um concurso onde se apresentaram 237 propostas antes do encerramento das aplicações, em 20 de maio de 2003. Destes candidatos, apenas cinco passaram para a escolha final, em que foram avaliadas por um jurado internacionalmente eleito pelo TOROC. A eleição foi ratificada, posteriormente, pelo Comitê Presidencial do TOROC. Finalmente, os ganhadores,"Neve e Gliz"  , foram apresentados em 28 de setembro de 2004.
O TOROC solicitou, posteriormente, a criação de um novo mascote a Albuquerque para os Jogos Paraolímpicos nas mesmas linhas de Neve e Gliz, criando o Aster, baseado em uma figura estilizada de um floco de neve.

## Relações externas
- «Site oficial das Olímpiada de Verão de 2006 em Turín» (em inglês)
- «Apresentação dos mascotes» (PDF). (arquivo PDF em inglês)